# Bruno Casanova
Pour les articles homonymes, voir Casanova (homonymie).
Bruno Casanova, né le 1er juin 1964 à Cervia, est un pilote de vitesse moto italien.

## Historique
En 1986, Bruno Casanova devient champion d'Europe en catégorie 80 cm³, ce qui lui ouvre les portes des compétitions internationales.
Sa meilleure année a été 1987, sa première saison en Grand Prix, lorsqu'il finit la saison à la deuxième place du championnat du monde en catégorie 125 cm³ derrière Fausto Gresini.

En 1988, il tente sa chance en catégorie 250 cm³, sans succès. Il remporte quand même un record du tour au Grand Prix des États-Unis, et revient en catégorie inférieure.
Il gagne 1 course en 1992 au Grand Prix d'Allemagne au guidon d'une Aprilia 125 cm³. C'est 2 ans plus tard, en 1994 sur le même circuit, qu'il met fin à sa carrière en Grand Prix

## Palmarès
- 1 victoire en Grand Prix sur 89 participations
  - Grand Prix d'Allemagne 125 cm3 1992
- 16 fois sur le podium
- 406 points marqués durant sa carrière
- 6 pole position
- 5 records du tour

## Sources
- (en) Cet article est partiellement ou en totalité issu de l’article de Wikipédia en anglais intitulé « Bruno Casanova » (voir la liste des auteurs).